# Brittiska imperiet

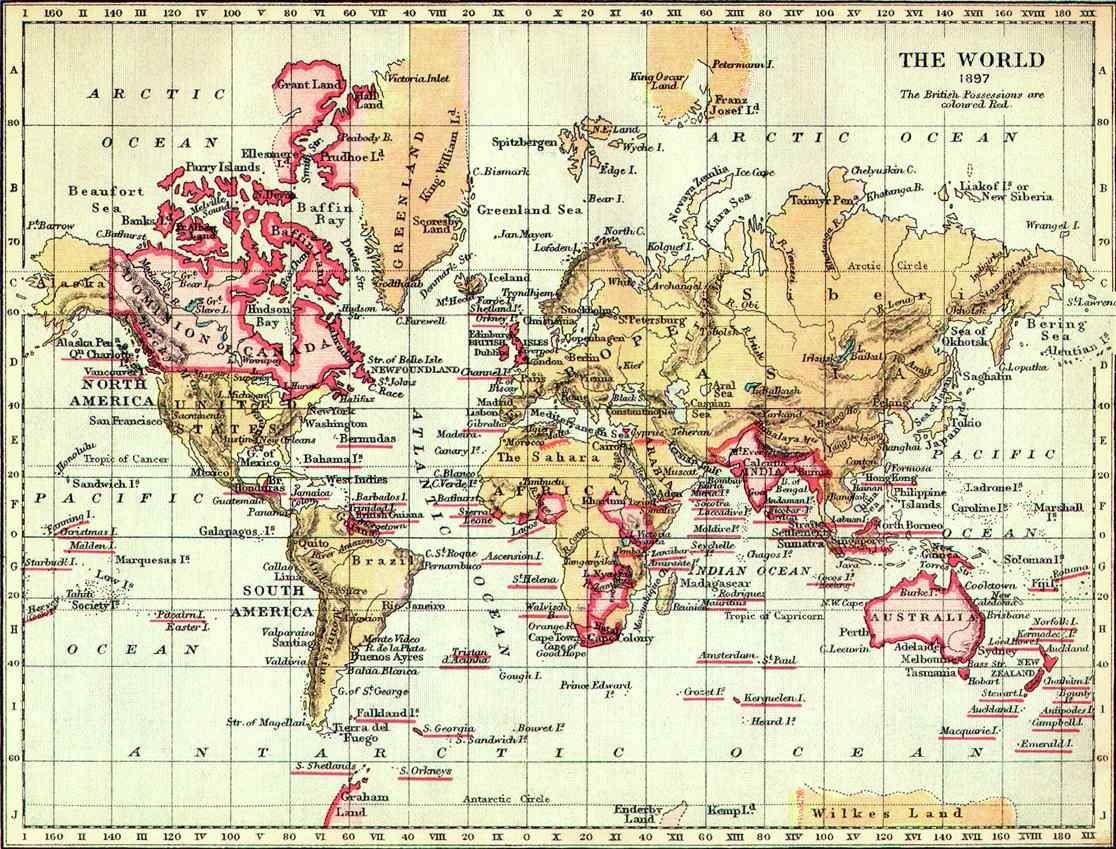
Brittiska imperiet 1897, markerat i rosa, annars ofta ritat i röd färg.

Brittiska imperiet eller Brittiska väldet var tidigare den officiella benämningen på Storbritanniens kolonialvälde och maktområden. Det var ett globalt system av kolonier, protektorat och andra territorier som lagts under den brittiska kronan mellan 1600-talet och 1900-talet.
Det var under 1600-talet som begreppet "Engelska imperiet" blev vanligt, vilket ersattes av "Brittiska imperiet" i samband med uppättandet av Kungariket Storbritannien i maj 1707, när England och Skottland gick samman.
På sin höjdpunkt var imperiet det största som någonsin funnits, med en yta på runt 34 miljoner km². Dock var Mongolväldet det största sammanhängande imperiet. Det Brittiska imperiet  var världens främsta makt i över ett århundrade.
Den brittiska politiken att ge områdena i imperiet en hög grad av självstyre ledde till att imperiet under 1900-talet utvecklades till det Brittiska samväldet, i dag Samväldet, "Commonwealth of Nations". Samväldet är i dag en frivillig sammanslutning av självständiga länder. Av brittiska besittningar återstår i dag tio mindre områden samt två obebodda, som tillsammans utgör Storbritanniens utomeuropeiska territorier.
Storbritanniens utländska besittningar upptog 1911 en areal av 33 000 000 km² med 389 000 000 invånare. Det brittiska imperiet nådde sin största geografiska utsträckning mellan 1919 och 1922. Vid Versaillesfreden 1919 erhöll Storbritannien tidigare tyska områden som mandat från Nationernas Förbund. I februari 1922 blev Egypten den första besittning som uppnådde full självständighet och oberoende från britterna.

## Kronologisk översikt

### Imperiets ursprung
England började under 1500-talet göra sina första försök att grunda bosättningar på andra kontinenter. Under 1600-talet ledde ekonomiska motiv och rivaliteten med Frankrike till en snabb utveckling av den engelska sjöfarten och engelska bosättningar i Västindien och Nordamerika. 1670 fanns engelska kolonier i New England, Virginia och Maryland, samt bosättningar på Bermuda, Honduras, Antigua, Barbados och Nova Scotia. Jamaica erövrades från Spanien 1655. Från 1670 verkade Hudson Bay-kompaniet i delar av det som senare skulle bli Kanada. Det brittiska ostindiska kompaniet började grunda handelsposter i Indien år 1600. Den första permanenta bosättningen i Afrika blev James Island i Gambiafloden (1661).
Gemensamt för de tidiga bosättningarna är de nästan alla grundades av kompanier och enskilda magnater, inte av den brittiska kronan. Även om kolonierna övervakades av kronan var de självständiga företag. Bildandet av det brittiska imperiet var därför till en början en ganska oorganiserad process där den brittiska kronan ibland inte ens var särskilt villig att delta. Under 1600- och 1700-talet hade den brittiska kronan främst kontroll över koloniernas handel och sjöfart. I enlighet med dåtidens merkantilistiska teorier sågs kolonierna som leverantörer av råmaterial åt England. De fick därför monopol på den brittiska marknaden för råvaror som bomull och tobak, men förväntades i gengäld att bedriva all sin handel med engelska skepp och fungera som marknad för brittiska produkter.

### Britterna tar makten över världshaven
Under första hälften av 1700-talet hade Frankrike varit den ledande kolonialmakten. Efter den brittiska segern i sjuårskriget 1763 trängdes Frankrike tillbaka och britterna tog över herraväldet över haven. Under 1700-talet fortsatte de brittiska handels- och krigsflottorna att växa så att de blev mycket större än någon annan nations. I Asien fördes kolonialkrig mellan kompanier med nationella handelsmonopol. Här kom det brittiska ostindiska kompaniet att ta kontrollen. Frankrike hade innan dess haft starka kolonialintressen i Indien med handelsstationer både längs kusten och i de inre delarna norr om subkontinenten.

## Opiumkrigen
Opiumkrigen var två krig i mitten av 1800-talet, där Storbritannien och Frankrike tvingade Kina att acceptera opiumhandeln och ge handelsprivilegier åt segrarna. Första opiumkriget (1839–1843) resulterade i ett fredsfördrag att europeiska köpmän skulle få arrendera och bebygga jord i hamnarna Kanton, Amoy, Fuzhou, Ningbo och Shanghai skulle vara öppna för alla nationer och att främmande konsuler skulle få bosätta sig där. Engelsmännen skulle dessutom erhålla Hongkong samt 21 miljoner dollar för sina krigsomkostnader. 
Andra opiumkriget (1856–1860) resulterade i en fred på samma villkor som i fördraget 1858, men med ökad krigsskadeersättning (60 miljoner francs till Storbritannien och 30 miljoner till Frankrike).

## Imperiet idag
Idag finns det endast smulor kvar av det stora imperiet som en gång härskade över en tredjedel av världen, 1981 försvann begreppet kronkoloni till förmån för avhängigt territorium, som ersattes 2002 med utomeuropeiska territorier. Idag består det brittiska imperiet av många öar bortsett från Gibraltar som ligger på Iberiska halvön. Det har ifrågasatts vem som egentligen äger områdena, detta har speciellt gällt Falklandsöarna som 1982 besattes av Argentina vilket startade Falklandskriget. Det kriget är det sista som Storbritannien utkämpat utan hjälp av stridande trupp från något annat land. En rest av det brittiska imperiet som märks än idag är dock det engelska språkets starka ställning i världen.

## Besittningarnas politiska ställning
De brittiska besittningarnas politiska förhållande till moderlandet var mycket växlande. Under namnet kronkolonier brukade man sammanfatta de kolonier, som inte ägde självstyre med en ministär som var ansvarig inför en folkrepresentation. De styrdes av en guvernör som endast var ansvarig inför moderlandets regering, vilken emellertid ofta hade ett verkställande råd vid sin sida och i många kolonier även ett lagstiftande råd, vars medlemmar vanligen var delvis folkvalda.
Ibland avsåg kronkolonier enbart de rent guvernörstyrda kolonierna till skillnad från kolonier med representativa institutioner och kolonier med fullt självstyrelse (responsible government). Dessutom fanns protektorat samt av privata bolag (chartered companies) förvaltade områden. Kejsardömet Indien intog en särställning. 

## Territorier

### Afrika
Besittningarna i Afrika var: ön Ascension (som styrdes av en garnisonskommendant), Basutoland, Bechuanaland-protektoratet, protektoratet Brittiska Somaliland, Brittiska Östafrika-protektoratet med Uganda och Zanzibarprotektoratet, Mauritius med Rodrigues, Cargados-, Chagos- och Eagleöarna, Nyasaland-protektoratet, Rhodesia (som förvaltades av British South Africa Company), Sankt Helena med ön Tristan da Cunha (som inte hade särskild styrelse), Seychellerna, Swaziland, de till Sydafrikanska unionen federativt sammanslutna självstyrande kolonierna Kapkolonin, Natal, Transvaal och Oranjefristaten samt de västafrikanska besittningarna kolonin och protektoratet Nigeria, kolonin och protektoratet Gambia, kolonin Guldkusten med protektoraten Ashanti och Northern territories samt kolonin och protektoratet Sierra Leone. Egypten hade nominell självständighet under brittiskt protektorat. Sudan styrdes av en brittisk generalguvernör, som sultanatet Darfur betalade tribut till.

### Amerika
I Amerika innehade Storbritannien följande besittningar: den självstyrande kolonisammanslutningen (dominionen) Kanada, den självstyrande kolonin Newfoundland med Labrador, Bermuda-öarna, Brittiska Guyana, Brittiska Honduras, Falklandsöarna och Västindiska öarna, vilka administrativt delades i sex grupper (Bahama-öarna, Barbados, Jamaica med Turks Islands, Leeward Islands, Trinidad och Tobago och Windward Islands). 
Dessa kolonier i Karibien som producerade sockerrör och som grundade sig på slaveri ansågs som viktigare och värdefullare. Nordamerikanska kolonier som exporterade tobak, bomull, ris, trä och päls hade inte lika stora finansiella framgångar men de erbjöd bra odlingsmark. Dessutom flyttade de flesta engelska nybyggare till denna region.
Nya kolonier inskaffades genom krig, till exempel 1664 New Amsterdam som innan tillhörde Nederländerna. Sjuårskriget (1756–1763) utkämpades även i Nordamerika och är där känt som Fransk-indianska kriget. Under krigets lopp övertog Storbritannien större områden från Frankrike.
Fram till 1770-talet hade Storbritannien även 13 kolonier på Nordamerikas östkust, som i juli 1776 slog sig fria och bildade landet USA. Storbritannien erkände USA:s självständighet i september 1783.
Fram till 1860-talet hade Storbritannien en koloni på Centralamerikas östkust, Mosquitokusten, som år 1860 överlämnades till Nicaragua.

### Asien
De brittiska besittningarna i Asien, förutom kejsardömet Indien, Storbritanniens viktigaste besittning, var Cypern, Kelantan och Trengganu, protektoraten Brittiska Nordborneo, Brunei och Sarawak, Brittiska Hongkong samt Weihaiwei (som "arrenderades" från Kina).
Storbritanniens intresse för Kina började vid slutet av 1700-talet främst på grund av teodlingar. För att hålla sin handelsbalans jämn exporterade Storbritannien opium från sina besittningar i Indien till Kina. Det orsakade ekonomiska problem för Kina och resulterade i en väpnad konflikt kallat Första opiumkriget (1839–1842). Kriget vanns av britterna, något som säkrade deras maktställning i regionen.

### Europa
I Europa ägde Storbritannien kronkolonierna Cypern, Gibraltar och Malta. Storbritannien ägde även Helgoland från 1814 tills ön 1890 överlämnades till Tyskland. Storbritannien också även Joniska öarna från 1815 till öar 1862 överlämnades till Grekland. Irland anses av historiker oftast som en koloni, även om det, juridiskt sett, var ett enskilt rike (från 1542) och en integrerad del av Förenade konungariket Storbritannien och Irland (från 1800 till 1922).

### Oceanien
Storbritanniens besittningar i Oceanien var följande: den självstyrande kolonisammanslutningen Australien (kolonierna - nu kallade original states - New South Wales, Victoria, Queensland, South Australia, Western Australia och Tasmanien) med Northern Territory (sedan 1911; var förut anslutet till South Australia) och Brittiska Nya Guinea (sedan 1906 Territory of Papua), Dominion of New Zealand (Nya Zeeland med Auckland-, Chatham- och Hervey-öarna samt övriga brittiska Söderhavsöar), Fijiöarna, protektoratet Tonga, en mängd annekterade Stillahavsöar (bland annat Salomonöarna, Pitcairn samt Gilbert och Elliceöarna) under en "high commissioner of the western Pacific". De flesta öområden förvaltades inom det Brittiska Västra Stillahavsterritoriet. Nya Hebriderna stod under gemensam förvaltning av engelska och franska ämbetsmän. 

### Områden vunna i Versaillesfreden 1919

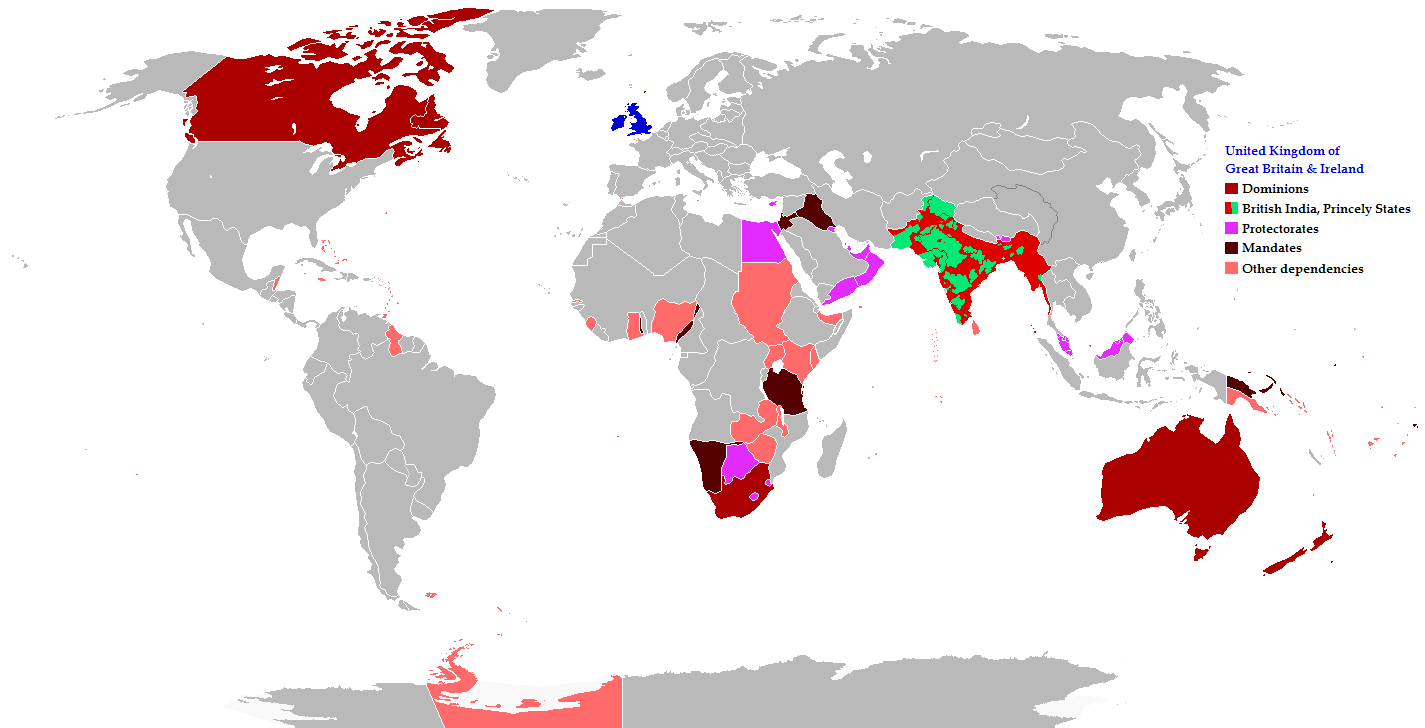
Brittiska imperiet efter Versaillesfreden 1919, vid sin största utsträckning.

Efter första världskrigets slut 1918 slöts Versaillesfreden 1919 där Tyskland och Osmanska riket (nuvarande Turkiet) fråntogs alla sina kolonier. De före detta tyska kolonierna och protektoraten delades upp mellan Belgien, Frankrike, Japan och Storbritannien och skulle förvaltas som mandat under den nybildade internationella fredsorganisationen NF i förberedelse för självständighet. Från Tyskland fick Storbritannien då Sydvästafrika (nuvarande Namibia), nuvarande Papua Nya Guinea, nuvarande Samoa, samt Tanganyika (del av nuvarande Tanzania). Från Osmanska riket blev bland annat Transjordanien (nuvarande Jordanien) brittiskt protektorat, och Irak och dåvarande Brittiska Palestinamandatet blev brittiska NF-mandatområden.

## Motto
Det brittiska imperiet hade som motto The Empire where the sun never sets (sv Imperiet där solen aldrig går ned), ett främst symboliskt men även faktakorrekt påstående, då Imperiets vidsträckthet gjorde att det alltid var solsken och dagsljus någonstans i det Brittiska imperiet. Detta motto hade sitt ursprung i tysk-romerske kejsaren och spanske kungen Karl V, som sade "I mitt rike går solen aldrig ner".